# Championnat du Maroc de football 1938-1939
 (mars 2025).
La mise en forme du texte ne suit pas les recommandations de Wikipédia : il faut le « wikifier ».
Les points d'amélioration suivants sont les cas les plus fréquents. Le détail des points à revoir est peut-être précisé sur la page de discussion.
- Les titres sont pré-formatés par le logiciel. Ils ne sont ni en capitales, ni en gras.
- Le texte ne doit pas être écrit en capitales (les noms de famille non plus), ni en gras, ni en italique, ni en « petit »…
- Le gras n'est utilisé que pour surligner le titre de l'article dans l'introduction, une seule fois.
- L'italique est rarement utilisé : mots en langue étrangère, titres d'œuvres, noms de bateaux, etc.
- Les citations ne sont pas en italique mais en corps de texte normal. Elles sont entourées par des guillemets français : « et ».
- Les listes à puces sont à éviter, des paragraphes rédigés étant largement préférés. Les tableaux sont à réserver à la présentation de données structurées (résultats, etc.).
- Les appels de note de bas de page (petits chiffres en exposant, introduits par l'outil «  Source ») sont à placer entre la fin de phrase et le point final[comme ça].
- Les liens internes (vers d'autres articles de Wikipédia) sont à choisir avec parcimonie. Créez des liens vers des articles approfondissant le sujet. Les termes génériques sans rapport avec le sujet sont à éviter, ainsi que les répétitions de liens vers un même terme.
- Les liens externes sont à placer uniquement dans une section « Liens externes », à la fin de l'article. Ces liens sont à choisir avec parcimonie suivant les règles définies. Si un lien sert de source à l'article, son insertion dans le texte est à faire par les notes de bas de page.
- La présentation des références doit suivre les conventions bibliographiques. Il est recommandé d'utiliser les modèles {{Ouvrage}}, {{Chapitre}}, {{Article}}, {{Lien web}} et/ou {{Bibliographie}}. Le mode d'édition visuel peut mettre en forme automatiquement les références.
- Insérer une infobox (cadre d'informations à droite) n'est pas obligatoire pour parachever la mise en page.

Pour une aide détaillée, merci de consulter Aide:Wikification.
Si vous pensez que ces points ont été résolus, vous pouvez retirer ce bandeau et améliorer la mise en forme d'un autre article.
Navigation
Édition précédente Édition suivante
La saison 1938-1939 de la Ligue du Maroc de Football Association, est la 24e édition des championnats du Maroc et la 17e de cette ligue. 
L'US Marocaine remporte son sixième sacre de champion du Maroc et de Division d'Honneur avec un total de 48 points, et se qualifie ainsi pour la sixième fois au Ligue des champions de l'ULNAF.

## Résultats des championnats

### Division d'Honneur

#### Classement
Le barème de points servant à établir le classement se décompose ainsi, :
- Victoire : trois points ;
- Match nul : deux points ;
- Défaite : un point.

| Rang | Équipe             | Pts | J  | G  | N | P  | Bp | Bc | Diff |
| ---- | ------------------ | --- | -- | -- | - | -- | -- | -- | ---- |
| 1    | US Marocaine (T)   | 48  | 18 | 13 | 4 | 1  |    |    |      |
| 2    | Stade Marocain     | 39  | 18 | 8  | 5 | 5  |    |    |      |
| 3    | RC Marocain        | 39  | 18 | 8  | 5 | 5  |    |    |      |
| 4    | SA Marrakech       | 37  | 18 | 8  | 3 | 7  |    |    |      |
| 5    | Olympique marocain | 36  | 18 | 7  | 4 | 7  |    |    |      |
| 6    | US Athlétique      | 35  | 18 | 5  | 7 | 6  |    |    |      |
| 7    | US Fès             | 33  | 18 | 5  | 5 | 8  |    |    |      |
| 8    | ASPTT Casablanca   | 32  | 18 | 5  | 4 | 9  |    |    |      |
| 9    | SCC Roches Noires  | 31  | 18 | 5  | 3 | 10 |    |    |      |
| 10   | ASTF Meknès        | 30  | 18 | 5  | 2 | 11 |    |    |      |

|  | Champion du Maroc et de la Division d'Honneur 1938-1939 Qualification au Championnat d'Afrique du Nord 1938-1939 |
|  | Vice-champion du Maroc et de la Division d'Honneur 1938-1939                                                     |
|  | Participation au barrage de promotion-relégation                                                                 |
|  | (T) Tenant du titre (P) Club promu de Promotion                                                                  |

### Deuxième Division

#### Finale
| Date       | Équipe 1  | Résultat | Équipe 2     | Lieu       |
| ---------- | --------- | -------- | ------------ | ---------- |
| 7 mai 1939 | AS Settat | 4 - 0    | US Petitjean | Casablanca |

La finale du championnat de deuxième division, équivalent du 3e niveau dans la hiérarchie de la LMFA, oppose l'AS Settat et l'US Petitjean à Casablanca, le 7 mai 1939. l'ASS mène 2 buts à 0 à la mi-temps. Au retour des vestiaires, l'USP n'y arrive pas, et les Settatis en profitent pour aggraver le score. L'AS Settat remporte le championnat de deuxième division grâce à une victoire sur le score de 4-0. À noter des incidents qui ont émaillé pendant la partie.

## Palmarès
Division d'Honneur :
- Équipe première : US Marocaine
- Équipe réserve : US Marocaine

Division de Promotion :
- Équipe première : Fédala SC
- Équipe réserve : USCM Rabat

Équipes Inférieures :
- Équipe seconde : US Marocaine
- Équipe troisième : US Marocaine
- Équipe quatrième : ASTF Meknès
- Équipe juniors : OM Rabat
- Équipe minimes[4] : OM Rabat